# Влостув (Жарський повіт)
Влостув (пол. Włostów, нім. Nißmenau) — село в Польщі, у гміні Жари Жарського повіту Любуського воєводства.
Населення — 226 осіб (2011).
У 1975-1998 роках село належало до Зеленогурського воєводства.

## Демографія
Демографічна структура станом на 31 березня 2011 року:
|          | Загалом | Допрацездатний вік | Працездатний вік | Постпрацездатний вік |
| -------- | ------- | ------------------ | ---------------- | -------------------- |
| Чоловіки | 118     | 35                 | 74               | 9                    |
| Жінки    | 108     | 24                 | 59               | 25                   |
| Разом    | 226     | 59                 | 133              | 34                   |